# Stanisław Liszewski
Stanisław Jan Liszewski (ur. 11 listopada 1940 w Łodzi, zm. 23 kwietnia 2016 tamże) – polski geograf, urbanista, profesor (od 1986), nauczyciel akademicki i rektor Uniwersytetu Łódzkiego (1996–2002).

## Życiorys
Magister geografii (1963), doktor (1970), doktor habilitowany (1977) – na Uniwersytecie Łódzkim. W 1990 Prezydent RP nadał mu tytuł profesora zwyczajnego. W 2011 został wyróżniony tytułem doktora honoris causa Politechniki Łódzkiej. Został także uhonorowany tytułem doktora honoris causa Uniwersytetu Preszowskiego (2013). 
Przewodniczący Komitetu Narodowego do Spraw Współpracy z Międzynarodową Unią Geograficzną przy Wydziale Nauk o Ziemi i Nauk Górniczych PAN, członek Komitetu Narodowego do Spraw Współpracy z Międzynarodową Radą Nauki przy prezydium PAN,  były dyrektor Instytutu Geografii Miast i Turyzmu Uniwersytetu Łódzkiego, w latach 1996–2002 rektor UŁ. Autor licznych publikacji naukowych, promotor i recenzent wielu prac doktorskich i habilitacyjnych.
Od 1991 prezes Łódzkiego Towarzystwa Naukowego. Znaczącą część swoich badań naukowych realizował na obszarze Łodzi. Współautor Atlasu Łodzi oraz współorganizator Festiwalu Nauki Techniki i Sztuki.
Zmarł w rodzinnym mieście 23 kwietnia 2016. Został pochowany 29 kwietnia 2016 na łódzkim rzymskokatolickim cmentarzu św. Franciszka przy ul. Rzgowskiej 156/158.

## Nagrody i odznaczenia
- Krzyż Oficerski Orderu Odrodzenia Polski (2003)[8];
- Krzyż Kawalerski Orderu Odrodzenia Polski (1990)[8];
- Złoty Krzyż Zasługi (1985)[8];
- Srebrny Krzyż Zasługi (1979)[8];
- Medal Komisji Edukacji Narodowej[9];
- tytuł Honorowego Obywatela Miasta Łodzi (2013)[8][10][5][4];
- Nagroda Miasta Łodzi (1995, 2003)[6][5][4];
- Medal Papieski Pro Ecclesia et Pontifice (2012)[8].

## Publikacje
Niektóre publikacje Stanisława Liszewskiego:
- Użytkowanie ziemi w miastach województwa opolskiego (Instytut Śląski w Opolu, 1973, seria: Wydawnictwa Instytutu Śląskiego w Opolu. Materiały i Studia),
- Tereny miejskie a struktura przestrzenna Łodzi (rozprawa habilitacyjna, Uniwersytet Łódzki, 1977, seria: „Acta Universitatis Lodziensis”),
- Łódź i okolice. Przewodnik („Sport i Turystyka”, Warszawa 1982),
- Funkcja turystyczna Augustowa (współautorstwo i redakcja, Instytut Turystyki, Warszawa 1989),
- Łódź i region Polski Środkowej. Podręcznik wiedzy o regionie dla liceów (współautorstwo, Łódzkie Towarzystwo Naukowe, 1999),
- Osadnictwo (współautorstwo, Wydawnictwo „Kurpisz”, Poznań 2000, seria: Wielka encyklopedia geografii świata, t. 19),
- Zarys monografii województwa łódzkiego. Funkcja regionalna Łodzi i jej rola w kształtowaniu województwa (redakcja, Łódzkie Towarzystwo Naukowe, 2001),
- Atlas miasta Łodzi (redaktor naczelny, Urząd Miasta Łodzi. Wydział Geodezji, Katastru i Inwentaryzacji; Łódzkie Towarzystwo Naukowe, 2002),
- Możliwości i kierunki rozwoju turystyki w Dolinie Odry (redakcja, Katedra Geografii Miast i Turyzmu Uniwersytetu Łódzkiego, Łódzkie Towarzystwo Naukowe, 2003),
- Strategia rozwoju turystyki w Łodzi (współautorstwo, Łódzkie Towarzystwo Naukowe, 2006),
- Geografia urbanistyczna (redakcja, Wydawnictwo Uniwersytetu Łódzkiego, 2008),
- Historia geografii polskiej (współredakcja naukowa, Wydawnictwo Naukowe PWN, Warszawa 2008,
- Szkolnictwo wyższe Łodzi i jego rola w rozwoju funkcji metropolitalnej miasta (współautorstwo, Łódzkie Towarzystwo Naukowe, 2008),
- Łódź. Monografia miasta (redakcja, Łódzkie Towarzystwo Naukowe, 2009),
- Architektura Łodzi akademickiej. Lodz – the post-industrial academic city (redakcja, Łódzkie Towarzystwo Naukowe, 2015).

## Upamiętnienie
20 kwietnia 2017 na Wydziale Nauk Geograficznych UŁ odbyła się sesja upamiętniająca prof. Stanisława Liszewskiego. W jej trakcie nadano jego imię auli wydziału oraz odsłonięto pamiątkową tablicę. Sesji towarzyszyła okolicznościowa wystawa.